# Podolí (Praga)
Podolí – część Pragi leżąca w dzielnicy Praga 4, na południe od centrum miasta. W 2006 liczyło 13 913 mieszkańców.